# اس‌ام یوسی-۱۰۷
اس‌ام یوسی-۱۰۷ (به انگلیسی: SM UC-107) یک زیردریایی است که طول آن ۱۸۵ فوت ۵ اینچ (۵۶٫۵۲ متر) می‌باشد. این زیردریایی در سال ۱۹۱۸ ساخته شد.